# Guerra psicologica
(Ernest R. Hilgard)
La guerra psicologica consiste nell'uso pianificato della propaganda e di altre azioni psicologiche allo scopo principale di influenzare opinioni, emozioni, sentimenti, atteggiamenti e comportamenti di settori specifici di una popolazione, o di essa nella sua interezza, in modo tale da favorire il raggiungimento degli obiettivi nazionali .
Le guerre psicologiche possono avvenire all'interno di contesti di guerra informativa, o dell'informazione, qualora la diffusione di contenuti persuasivi e ingannevoli al pubblico generale costituisca l'elemento cardine della campagna . Possono assumere un carattere che negli ambienti militari è definito cognitivo nel caso in cui producano fenomeni di polarizzazione e radicalizzazione particolarmente accentuati, pericolosi per la stabilità di una società e difficili da invertire .

## Storia

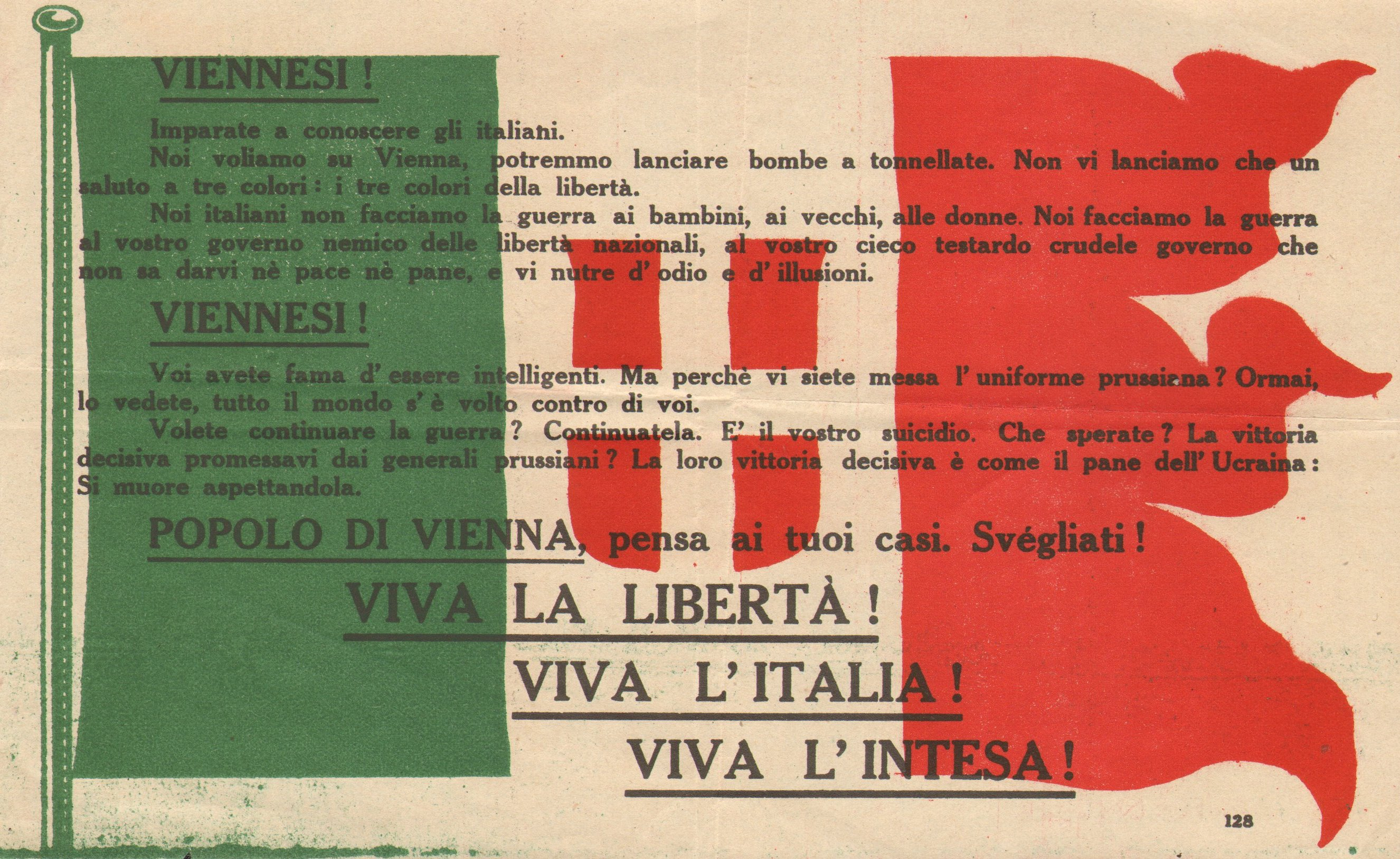
Traduzione in italiano dei volantini lanciati dall'87ª Squadriglia aeroplani su Vienna il 9 agosto 1918

La guerra psicologica ha radici antiche e si intreccia con le campagne rivolte alla popolazione civile e naturalmente con l'intelligence. Nel suo Buke Myomokusho lo storico militare Hanawa Hokinoichi scrisse dei ninja che «viaggiarono in incognito in altri territori per giudicare la situazione del nemico, avrebbero attraversato la loro strada in mezzo al nemico per scoprire le sue lacune», evidenziando così la ricerca di quelle che oggi nella moderna dottrina della guerra psicologica vengono chiamate "vulnerabilità" .
Il cavallo di Troia, il volo di Gabriele D'Annunzio su Trieste (agosto 1915)  ed il volo su Vienna del 1918 ne sono esempi. Uno degli ambiti di maggiore approfondimento nelle operazioni psicologiche è la "Battaglia della Narrazione" ("Battle of the Narrative"). La battaglia della narrazione è una vera e propria battaglia nella dimensione cognitiva dell'ambiente dell'informazione, proprio come la guerra tradizionale viene combattuta nei domini fisici (aria, terra, mare, spazio e cyberspazio). Una delle lotte fondamentali, nella guerra nei domini fisici, è modellare l'ambiente in modo tale che la competizione delle armi venga combattuta a condizioni che sono a proprio vantaggio. Allo stesso modo, una componente chiave della “Battaglia della Narrazione” è riuscire a stabilire le ragioni e le potenziali conseguenze del conflitto, a condizioni favorevoli ai propri interessi e obiettivi.

## Il funzionamento
I modi con cui viene attuata la guerra psicologica sono detti "operazioni psicologiche" o  "manovre psicologiche" (in inglese  PSYOPS,  psychological operations). Queste sono un moderno metodo utilizzato da istituzioni militari definibile come un complesso di attività psicologiche messe in atto mediante l'uso programmato delle comunicazioni, pianificate in tempo di pace, crisi e guerra, dirette verso "gruppi obiettivo" amici, neutrali o nemici (governi, opinioni pubbliche, organizzazioni, gruppi o individui), al fine di influenzarne gli atteggiamenti ed i comportamenti che incidono sul conseguimento di obiettivi politici e militari. Tipiche operazioni psicologiche, usate principalmente in passato, sono le intromissioni nelle frequenze radio e televisive ed il lancio di volantini dal cielo per trasmettere messaggi volti ad influenzare l'opinione pubblica o le truppe.
La guerra psicologica può essere assimilata alla guerra non convenzionale, sotto il profilo che essa tende ad influenzare la mente del nemico, anziché distruggerne l'apparato militare.

## Guerra psicologica e guerra cognitiva

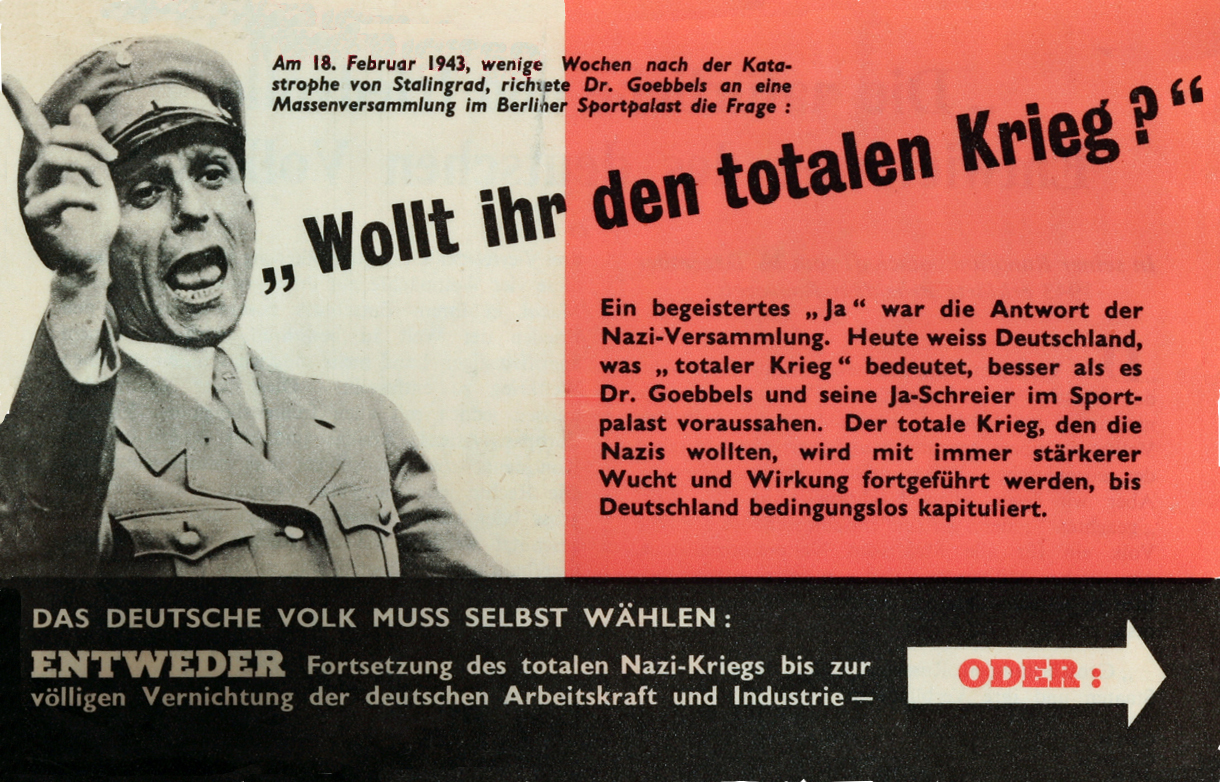
Un esempio di volantino dell'era della seconda guerra mondiale destinato a essere lanciato da un B-17 americano su una città tedesca

Lo sviluppo di tecnologie persuasive, le applicazioni politiche e militari delle scoperte nei campi delle neuroscienze, del marketing e delle scienze comportamentali, l'espansione dell'internetizzazione e altri fattori sociali, dalla dipendenza da Internet alla riduzione del quoziente intellettivo della popolazione, hanno portato alla nascita di un nuovo tipo di guerra psicologica, la guerra cognitiva, con l'inizio del Duemila .
La guerra cognitiva è descritta come una forma di guerra ibrida fondata sulla conduzione continua e ripetuta di attacchi informativi e operazioni psicologiche nei confronti di una società, principalmente per mezzo di influencer, social media e social network. Suddetti attacchi hanno il potenziale e l'obiettivo di indebolire la società bersagliata promuovendo al suo interno polarizzazione intercomunitaria, processi di radicalizzazione e persino fenomeni di instupidimento negli individui e nelle collettività .
La Russia è stata accusata di aver realizzato operazioni cognitive negli Stati Uniti a partire dalla seconda parte dell'era Obama, e per l'intera durata della presidenza Trump, che avrebbero contribuito ad accentuare la polarizzazione tra gruppi politici, in particolare tra democratici e repubblicani, e ad alimentare dei processi di radicalizzazione in alcune minoranze, specialmente gli afroamericani .
La campagna di influenzamento cognitivo, curata e concretata dall'Internet Research Agency, ha avuto luogo in rete, principalmente su Facebook e Twitter, dove influencer, blogger, troll, media statali russi e canali della controinformazione sono stati impegnati nella produzione e nella diffusione costante di bufale e postverità progettate per aumentare le spaccature nella società statunitense. Per questi fatti, definiti un tentativo di interferire "nelle elezioni e nei processi politici" degli Stati Uniti, l'Internet Research Agency è stata sanzionata e tredici cittadini russi sono stati incriminati dal Dipartimento di Giustizia degli Stati Uniti nel 2018 .
TikTok, la nota piattaforma di video sharing creata dalla società cinese ByteDance, è stata accusata da vari governi, non soltanto occidentali, di essere un'arma cognitiva suscettibile di inebetire l'utenza, di promuovere valori antisociali e, in casi estremi, di istigare i più vulnerabili al suicidio. I motivi di cui sopra, che secondo alcuni esperti renderebbero l'applicazione «una super-operazione psicologica», hanno spinto un numero crescente di paesi a limitare o a vietare del tutto l'accesso della popolazione a TikTok .